# Istruzioni di Serov
Le cosiddette istruzioni di Serov (titolo completo: [disposizioni riguardo] alla procedura di esecuzione delle deportazioni di elementi antisovietici da Lituania, Lettonia ed Estonia) erano un documento classificato non datato, firmato dal generale Ivan Aleksandrovič Serov, vice commissario del Commissariato del popolo per la sicurezza dello Stato (NKGB). Le istruzioni descrivevano le procedure dettagliate su come dovevano essere effettuate le deportazioni di massa in Siberia del 13-14 giugno 1941, avvenute in tutti e tre i Paesi baltici durante la prima occupazione sovietica, nel 1940-1941. Le deportazioni di Stalin inclusero anche migliaia di ebrei lettoni: i trasferimenti raggiunsero quota 131.500.
Le istruzioni specificavano che le espulsioni sarebbero state eseguite nel modo più segreto, silenzioso e rapido possibile. I trasferiti avevano la facoltà di portare con sé oggetti di vario tipo (vestiti, cibo, stoviglie) a patto che il peso totale del tutto non superasse i 100 kg. Alcuni vennero spediti nei campi di lavoro gulag, ad altri fu forzosamente imposto di risiedere in regioni remote dell'Unione Sovietica.

## Datazione e dubbi storiografici
Poiché il documento originale non presenta una data, gli storiografi hanno fornito varie ricostruzioni che svariano dall'11 ottobre 1939 al 21 gennaio 1941. Tuttavia, l'NKGB fu istituito solo il 3 febbraio 1941 e quindi non avrebbe potuto rilasciare documenti prima di quella data.
Una copia delle istruzioni, trovata a Šiauliai, presentava il timbro che il documento era stato ricevuto il 7 giugno. Pertanto, le disposizioni devono essere state scritte tra febbraio e giugno 1941.
Le istruzioni di Serov sono spesso confuse con l'Ordine NKVD num. 00123, un atto completamente diverso sottoscritto da Lavrentij Berija l'11 ottobre 1939 e preparato dal Commissariato del popolo per gli affari interni (NKVD): in esso erano elencati vari gruppi di persone (anticomunisti, ex militari o personale di polizia, grandi proprietari terrieri, industriali ecc.) da trasferire coattivamente in strutture di sicurezza sovietiche ai sensi dell'articolo 58 (codice penale RSFSR). Le istruzioni di Serov originali non recavano né data né numero di classificazione. La confusione è stata forse ingenerata dal Terzo Rapporto Provvisorio della Commissione Kersten statunitense, incaricata di indagare sull'incorporazione dei Paesi baltici da parte della Russia. Nella relazione viene indicato il testo completo delle istruzioni con la fuorviante intestazione "Ordine num. 00123".